# Coupe d'Heidenheim
La Coupe d'Heidenheim (Heidenheimer Pokal en allemand) est une compétition annuelle d'escrime (à l'épée) se déroulant dans la ville d'Heidenheim an der Brenz, en Allemagne. Elle se tient tous les ans depuis 1953, exception faite de l'année 1957. C'est la plus ancienne compétition du circuit de la coupe du monde d'épée masculine, et l'un des plus prestigieux rendez-vous du calendrier.

## Palmarès
| Éd.  | Vainqueurs              | Vainqueurs   |
| Éd.  | Individuel              | Par équipes  |
| ---- | ----------------------- | ------------ |
| 2024 | Masaru Yamada           | Hongrie      |
| 2023 | Kōki Kanō               | France       |
| 2022 | Romain Cannone          | Corée du Sud |
| 2020 | Gergely Siklósi         | Hongrie      |
| 2019 | Alexandre Bardenet      | Russie       |
| 2018 | Kazuyasu Minobe         | Corée du Sud |
| 2017 | Park Kyoung-doo         | Italie       |
| 2016 | Gauthier Grumier        | Corée du Sud |
| 2015 | Max Heinzer             | Suisse       |
| 2014 | Bohdan Nikishyn         | Italie       |
| 2013 | Bohdan Nikishyn         | Italie       |
| 2012 | Ulrich Robeiri          | Suisse       |
| 2011 | Stefano Carozzo         | Hongrie      |
| 2010 | Pavel Sukhov            | Non disputé  |
| 2009 | András Rédli            | Non disputé  |
| 2008 | Géza Imre               | Non disputé  |
| 2007 | Jonathan Willis         | Non disputé  |
| 2006 | Pavel Kolobkov          | Non disputé  |
| 2005 | Ulrich Robeiri          | Non disputé  |
| 2004 | Christoph Marik         | Non disputé  |
| 2003 | Jérôme Jeannet          | Non disputé  |
| 2002 | Éric Boisse             | Non disputé  |
| 2001 | Fabian Schmitt          | Non disputé  |
| 2000 | Yang Roy-sung           | Non disputé  |
| 1999 | Pavel Kolobkov          | Non disputé  |
| 1998 | Rémy Delhomme           | Non disputé  |
| 1997 | Éric Srecki             | Non disputé  |
| 1996 | Arnd Schmitt            | Non disputé  |
| 1995 | Olivier Jacquet         | Non disputé  |
| 1994 | Marius Strzalka         | Non disputé  |
| 1993 | Kaido Kaaberma          | Non disputé  |
| 1992 | Angelo Mazzoni          | Non disputé  |
| 1991 | Olivier Lenglet         | Non disputé  |
| 1990 | Arnd Schmitt            | Non disputé  |
| 1989 | Vitaly Ageev            | Non disputé  |
| 1988 | Andrei Chouvalov        | Non disputé  |
| 1987 | Thomas Gerull           | Non disputé  |
| 1986 | Angelo Mazzoni          | Non disputé  |
| 1985 | Thomas Bieler           | Non disputé  |
| 1984 | Alexander Pusch         | Non disputé  |
| 1983 | Mikhail Tichko          | Non disputé  |
| 1982 | Ernő Kolczonay          | Non disputé  |
| 1981 | Volker Fischer          | Non disputé  |
| 1980 | Johan Harmenberg        | Non disputé  |
| 1979 | Johan Harmenberg        | Non disputé  |
| 1978 | Aleksandr Abushakhmetov | Non disputé  |
| 1977 | Hans Jacobson           | Non disputé  |
| 1976 | Hans Jacobson           | Non disputé  |
| 1975 | Rolf Edling             | Non disputé  |
| 1974 | Peter Lötscher          | Non disputé  |
| 1973 | Jaan Veanes             | Non disputé  |
| 1972 | Reinhold Behr           | Non disputé  |
| 1971 | Rudi Maier              | Non disputé  |
| 1970 | Aleksey Nikantchikov    | Non disputé  |
| 1969 | Aleksey Nikantchikov    | Non disputé  |
| 1968 | Youri Smoliakov         | Non disputé  |
| 1967 | Henryk Nielaba          | Non disputé  |
| 1966 | Győző Kulcsár           | Non disputé  |
| 1965 | Henryk Nielaba          | Non disputé  |
| 1964 | Franz Rompza            | Non disputé  |
| 1963 | Yves Dreyfus            | Non disputé  |
| 1962 | Árpád Bárány            | Non disputé  |
| 1961 | Giovanni Battista Breda | Non disputé  |
| 1960 | Paul Gnaier             | Non disputé  |
| 1959 | Dieter Fänger           | Non disputé  |
| 1958 | Jean-Pierre Muller      | Non disputé  |
| 1957 | Non disputé             | Non disputé  |
| 1956 | Josef Losert            | Non disputé  |
| 1955 | Fritz Schuhmacher       | Non disputé  |
| 1954 | Léon Wolter             | Non disputé  |
| 1953 | Jean-Jacques Perret     | Non disputé  |